# 大谷村 (茨城県)
大谷村（おおやむら）は茨城県鹿島郡にかつて存在した村である。
現在の鉾田市の北部、旧・旭村西部の涸沼南岸に位置する。

## 歴史
村名は村内を流れる大谷川に由来する。

### 村域の変遷
- 1889年（明治22年）4月1日 - 町村制施行により、鹿島郡上太田村・子生村・鹿田村・下太田村・田崎村・玉田村・造谷村の区域をもって成立。
- 1955年（昭和30年）3月3日 - 諏訪村・夏海村と新設合併し旭村が発足。同日大谷村廃止。

## 人口・世帯

### 人口
総数 [単位： 人]
| 1891年（明治24年） | 2,487 |
| 1920年（大正 9年） | 4,501 |
| 1935年（昭和10年） | 5,088 |
| 1950年（昭和25年） | 7,098 |

### 世帯
総数 [単位： 世帯]
| 1920年（大正 9年） | 875   |
| 1935年（昭和10年） | 920   |
| 1950年（昭和25年） | 1,203 |